# Richard Nelson (Musiker, um 1965)
Richard J. Nelson (* um 1965) ist ein US-amerikanischer Jazzgitarrist, Komponist und Hochschullehrer.

## Leben und Wirken
Nelson wuchs in den östlichen Suburbs von San Francisco auf und studierte Musik an der Sonoma State University und der UC Berkeley, wo er in der UC Berkeley Big Band spielte und gastierende Musiker wie Joe Henderson, John Handy und George Duke begleitete. Mit kleineren Ensembles trat er im Jazzclub Keystone Korner und auf dem Concord Jazz Festival auf. Er zog 1977 nach der Graduierung in den Mittleren Westen und studierte Komposition an der Indiana University bei Donald Erb, wo erste Aufnahmen mit der Sängerin Rita Di Carlo-Bishop (A Portrait of the Artist, 1986) entstanden. Er spielte u. a. auch in der IU Big Band unter der Leitung von David Baker, die in New York mit dem Gastmusiker Slide Hampton auftrat. Anschließend setzte er sein Doktorandenstudium in New York fort, wo er Komposition bei Mario Davidovsky an der Columbia University studierte. Daneben hatte er Unterricht bei Bob Brookmeyer und Manny Albam beim BMI Jazz Composers Workshop. Nelson unterrichtet Komposition und Jazz-Improvisation an der Jazz-Fakultät der University of Maine in Augusta. Daneben arbeitet er in der Jazzszene Neuenglands, u. a. ab 1988 mit dem Aardvark Jazz Orchestra (The Seeker); 2001 legte er sein Debütalbum Figuarations vor, gefolgt von Origin Story (2004). 2015 erschien die vom Nelson geschriebene Jazz-Suite Deep Rivers, die er mit Musikern des Aardvark Jazz Orchestra aufgenommen hatte. Im Bereich des Jazz war er zwischen 1994 und 2015 an 31 Aufnahmesessions beteiligt. Nach Ansicht von Mark Harvey reichen seine eklektischen Einflüsse von Wes Montgomery, Jim Hall, Pat Martino, John McLaughlin und Jimi Hendrix bis zu Bluesgitarristen wie B. B. King, Albert King und Freddie King.

## Diskographische Hinweise
- Richard Nelson Large Ensemble: Pursuits (2012)
- Richard Nelson/Aardvark Jazz Orchestra: Deep River (2015)